# Hebeloma marginatulum
Hebeloma marginatulum är en svampart som först beskrevs av J. Favre, och fick sitt nu gällande namn av Bruchet 1970. Enligt Catalogue of Life ingår Hebeloma marginatulum i släktet fränskivlingar,  och familjen Strophariaceae, men enligt Dyntaxa är tillhörigheten istället släktet fränskivlingar,  och familjen buktryfflar. Artens status i Sverige är: Ej påträffad. Inga underarter finns listade i Catalogue of Life.